# The Magnificent Seven
Pour les articles homonymes, voir Magnificent Seven.
Singles de The Clash
Hitsville UK
(1981) This Is Radio Clash
(1981)
Pistes de Sandinista!
Hitsville UK
(2)
The Magnificent Seven est une chanson du groupe de punk rock britannique The Clash. Sorti en 1981, c'est le troisième single issu de l'album  Sandinista!. Il atteint le no 34 dans le UK Singles Chart. C'est une des premières chansons d'un groupe de rock qui contient des paroles scandées à la manière du rap.

## Contexte
La chanson est inspirée par les groupes de hip-hop old-school de New York, comme The Sugarhill Gang et Grandmaster Flash and the Furious Five. Le rap est encore un genre musical nouveau à l'époque, et le groupe, en particulier Mick Jones, en est très impressionné, à tel point qu'il se met à transporter un boombox et reçoit le surnom de « Whack Attack ».
The Magnificent Seven est enregistré en avril 1980 aux studios Electric Lady de New York, construit autour d'une ligne de basse funky jouée par Norman Watt-Roy du groupe Ian Dury and the Blockheads. Joe Strummer écrit le texte sur place, une technique qui est également utilisée pour créer Lightning Strikes (Not Once But Twice), son autre morceau de rap sur Sandinista !. La chanson représente la première tentative d'un groupe de rock d'écrire et d'interpréter de la musique rap originale, et l'un des premiers exemples de disques hip hop à contenu politique et social. C'est le premier grand disque de rap « blanc », précédant de six mois l'enregistrement de Rapture de Blondie. Strummer déclare à propos de la rencontre du groupe avec le hip hop :
« Quand nous sommes arrivés aux États-Unis, Mick est tombé sur disquaire de Brooklyn qui proposait la musique de Grand Master Flash and the Furious Five, le Sugar Hill Gang… ces groupes changeaient radicalement la musique et ils ont tout changé pour nous ».
Bien qu'elle ne figure pas dans les charts américains, la chanson est un succès dans les radios undergrounds et universitaires. Le critique musical Jeff Chang écrit qu'à New York, la chanson « était devenue un succès improbable sur la station de radio noire, WBLS ». Divers remixes de dance sont également populaires, y compris la face B officielle (The Magnificent Dance) et les remixes originaux de DJ. Le remix Dirty Harry de WBLS apparaît sur divers bootlegs des Clash, dont Clash on Broadway Disc 4: The Outtakes.
Le single est réédité en 1981 avec Stop the World en face B et comporte une pochette différente.

## The Magnificent Dance
The Magnificent Dance, sorti le 12 avril 1981 par CBS au format maxi 45 tours, est un remix dance de The Magnificent Seven. Le single 12" sort au Royaume-Uni, avec une version de The Magnificent Seven sur la face A, et aux États-Unis, où il est soutenu par la version longue de The Cool Out. Il est crédité à « Pepe Unidos », un pseudonyme pour Joe Strummer, Paul Simonon et le manager Bernie Rhodes. Pepe Unidos produit également The Cool Out, un remix de The Call Up. Cette version dance « a définitivement capitalisé sur le groove funky de l'original, en ajoutant une batterie très cool ».
En 2015, Pitchfork Media inclus la chanson dans sa playlist « Early 80's Disco », en disant : « s'ils s'ennuyaient avec les États-Unis en 1977, quatre ans plus tard, ils s'ennuyaient également à la fois avec le punk et avec le rock. A la place, ils se sont entichés de la culture de rue de New York, du hip-hop au post-disco. Ce remix disco doublé du morceau phare de Sandinista! est un succès dans les clubs et le disque que Larry Levan utilise pour peaufiner le sound system du Paradise Garage »,.

## Personnel
- Joe Strummer – chant et chœurs, piano électrique
- Mick Jones – guitare solo, choeurs, effets sonores
- Topper Headon – batterie, choeurs
- Norman Watt-Roy – basse

## Charts
| Palmarès (1981–82)                         | Meilleure position | Réf.   |
| ------------------------------------------ | ------------------ | ------ |
| Belgique — Ultratop 50 Singles (Flandre)   | 18                 | [ 9 ]  |
| États-Unis — Billboard Hot Dance Club Play | 21                 | [ 10 ] |
| Pays-Bas — Nederlandse Top 40              | 33                 | [ 11 ] |
| Pays-Bas — Single Top 100                  | 21                 | [ 12 ] |
| Royaume-Uni — UK Singles Chart             | 34                 | [ 13 ] |

## Reprises et samples
La chanson est reprise par quelques artistes.
Elle fait aussi l'objet de plusieurs samples, notamment :
- 1982 : Man Parrish, dans le morceau electro Hip Hop, Be Bop (Don't Stop)
- 1987 : 2 in a Room, dans A Passing Thought (Remix)
- 1999 : Vitamin C, Fear of Flying sur l'album Vitamin C
- 2002 : Mos Def feat. Vinia Mojica, Magnificent, sur l'album We Are Hip-Hop: Me, You, Everybody
- 2004 : le groupe mexicain Molotov dans Agüela, sur l'album Con Todo Respeto
- 2005 : Basement Jaxx, Magnificent Romeo, sur The Singles (Special Edition)
- 2005 : J-Five, Comin' After You sur Sweet Little Nothing

## Anecdotes
Le texte de The Magnificent Seven, qui commence par « Ring ring, 7 A.M. », inspire à Chagrin d'amour les paroles « Cinq heures du mat' j'ai des frissons » dans la chanson Chacun fait (c'qui lui plaît).
Bien qu'elle ne figure pas dans sa bande originale, on peut entendre la chanson des Clash dans le film Iron Man 2.